# Britische Klasse 395
Die britische Klasse 395 (Class 395) umfasst 29 Hochgeschwindigkeitszüge des Herstellers Hitachi Transportation Systems, die für den Verkehr in Großbritannien konzipiert wurde. Züge dieses Typs werden seit 2009 vom Bahnverkehrsunternehmen South Eastern Railway auf der englischen Hochgeschwindigkeitsstrecke High Speed 1 und anderen Strecken im Südosten Englands eingesetzt.
Während der Olympischen Sommerspiele 2012 wurden die Züge unter dem Namen Javelin (dt. Speer) für den Verkehr zum Olympiapark London eingesetzt.

## Geschichte
2004 wurde der Auftrag zum Bau der Züge im Wert von 250 Millionen britischen Pfund vergeben.
Der erste Zug traf am 23. August 2007 per Schiff aus Japan in Southampton ein. Er wurde bei der Inbetriebnahme des renovierten Londoner Bahnhofs St. Pancras präsentiert und nach der englischen Doppelolympiasiegerin Kelly Holmes benannt.
Im Rahmen eines umfangreichen Testprogramms erreichte ein Zug der Class 395 im April 2008 auf der High Speed 1 eine Höchstgeschwindigkeit von 252 km/h. Der Vorlaufbetrieb begann ebenfalls auf der High Speed 1 am 9. Juni 2009.
Der Einsatz der Züge verkürzt die Fahrzeiten im Binnenverkehr; seit Inbetriebnahme der Züge dauert die Fahrt von London St. Pancras nach Ashford nur noch 37 Minuten (zuvor 83 Minuten). Die Reisezeiten nach Canterbury (60,5 Minuten statt 102 Minuten) und nach Folkestone (62,5 Minuten statt 98 Minuten) haben sich ebenfalls verkürzt.
Der Vollbetrieb auf der Hochgeschwindigkeitsstrecke wurde am 14. Dezember 2009 aufgenommen.

## Technik

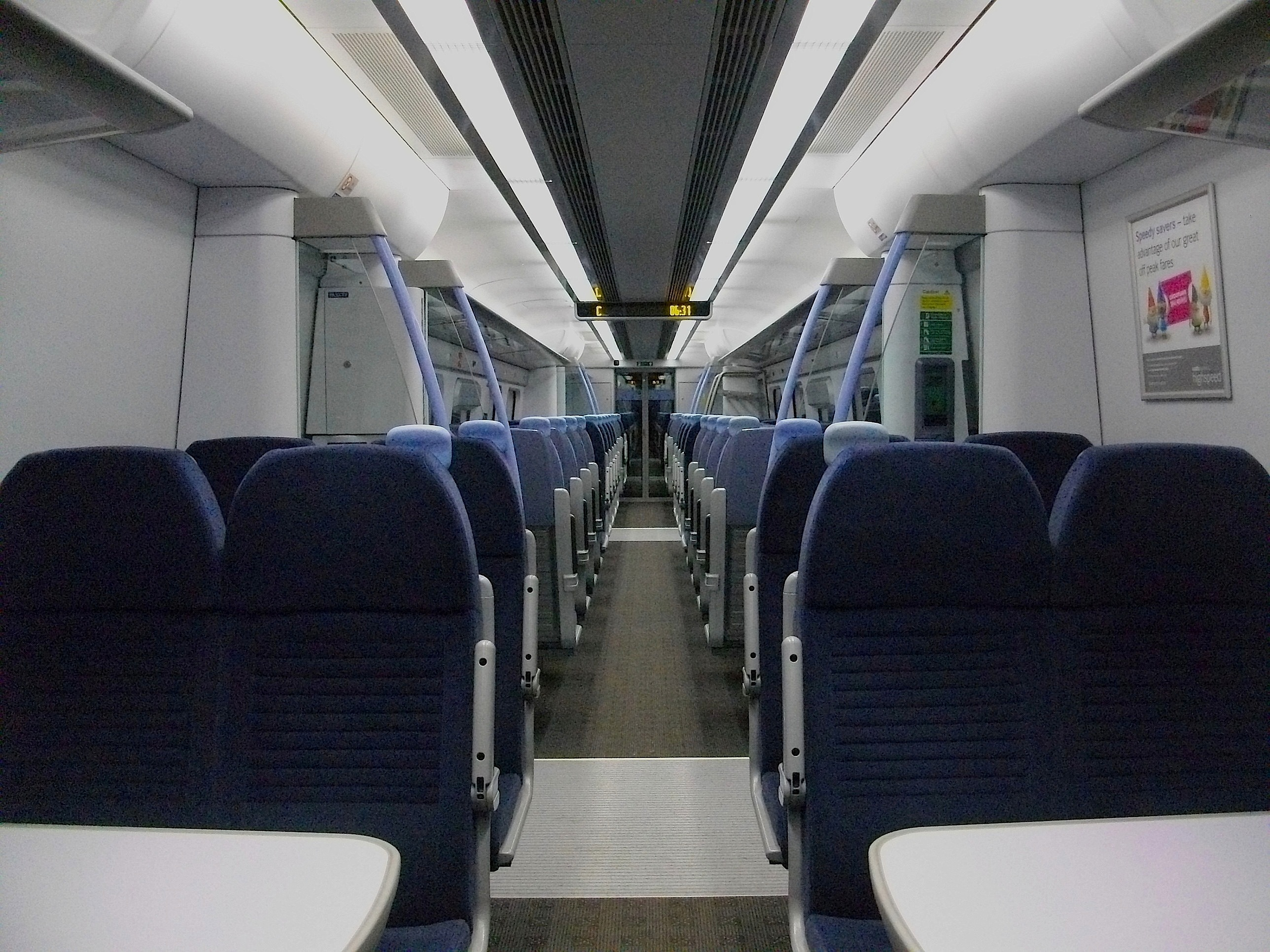
Innenraum eines Wagens der Class 395

Die 29 sechsteiligen Züge verfügen über 348 Sitzplätze in einer Klasse, sind jeweils 121,8 Meter lang und bestehen aus zwei Endwagen und vier Zwischenwagen. Mit Stehplätzen liegt die Kapazität bei 508 Personen.
Die Waggons aus Aluminium wurden von Hitachi in Japan mit dem in Großbritannien entwickelten Rührreib-Schweißverfahren hergestellt.
Die im Depot Ashford (Kent) stationierten Züge werden auf der Hochgeschwindigkeitsstrecke High Speed 1 über die Oberleitung mit Wechselstrom versorgt.
Auf klassischen Strecken im Südnetz erfolgt die Versorgung mit Gleichstrom über eine seitliche Stromschiene.

## Einsatz
Derzeit betreibt ausschließlich die Bahngesellschaft Southeastern die Class 395. Seit Dezember 2009 wird sie auf der Strecke von London St Pancras über Ebbsfleet International und Ashford International (unter Nutzung der Hochgeschwindigkeitsstrecke High Speed 1) Richtung Ramsgate in der Grafschaft Kent eingesetzt.
Während der Olympischen Spiele 2012, die in London stattfanden, wurden die Züge im Pendelverkehr zwischen St Pancras und dem Olympiagelände nahe dem Bahnhof Stratford International eingesetzt und erhielten hierzu den Beinamen Javelin (dt. Speer). Die Fahrzeit zwischen den beiden Stationen betrug sieben Minuten; es wurden bis zu acht Verbindungen pro Stunde angeboten. Die Gesamtzahl der beförderten Passagiere betrug 1,4 Millionen. Auch zu den Paralympischen Spielen verkehrten Einheiten als Javelin.

## Fotos

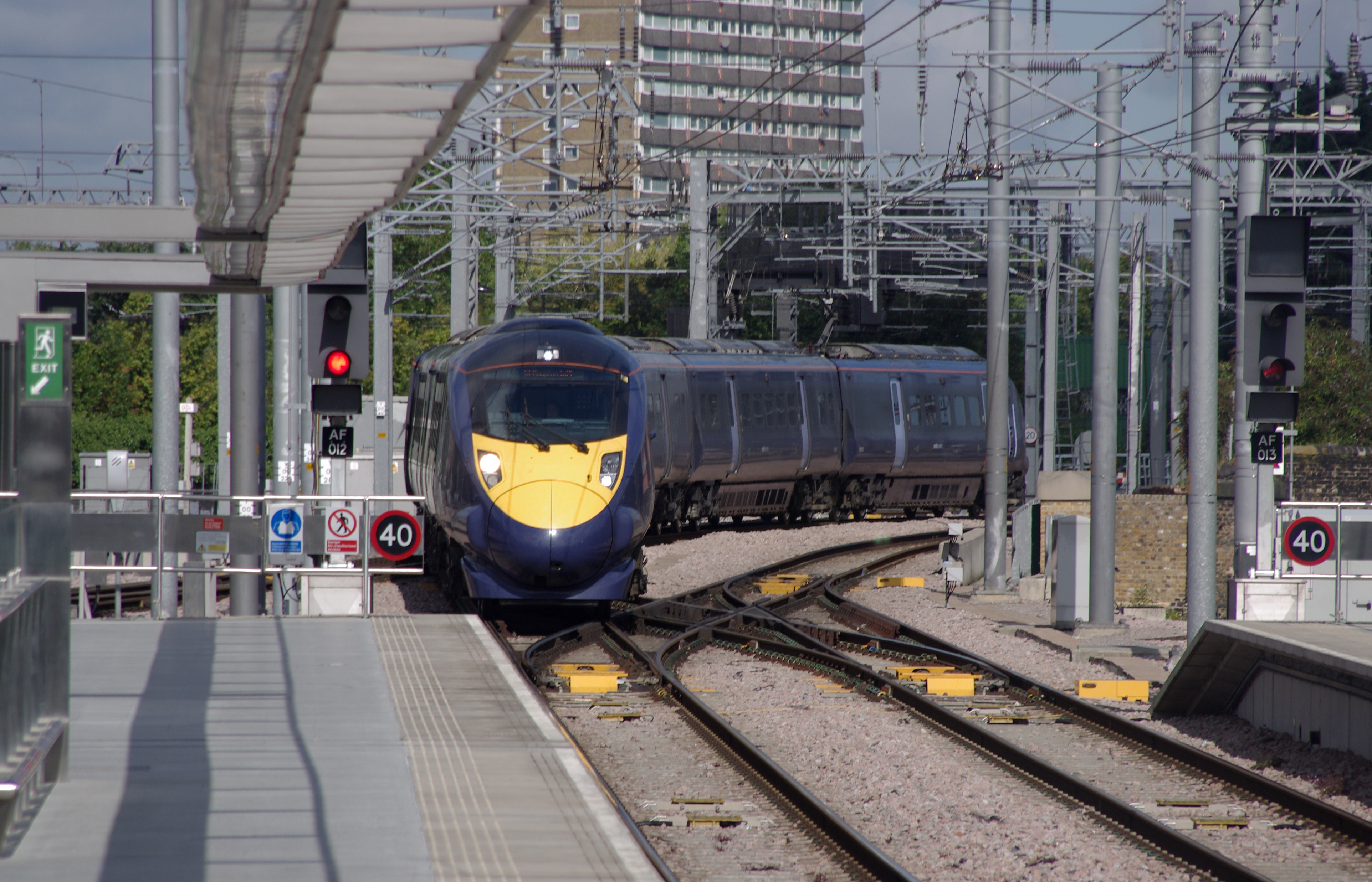
Zug bei Einfahrt in St Pancras
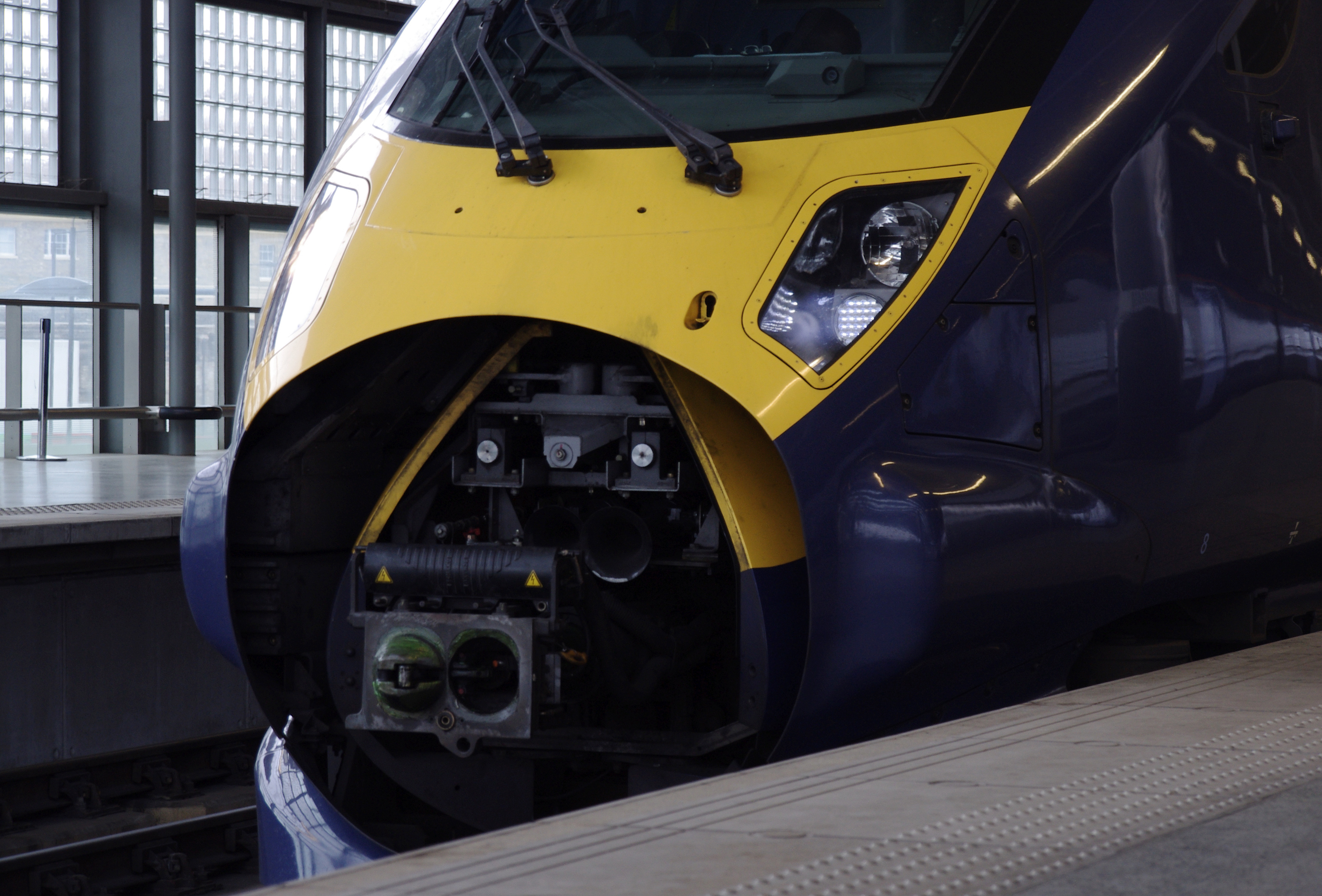
Scharfenbergkupplungen erlauben Mehrfachtraktion
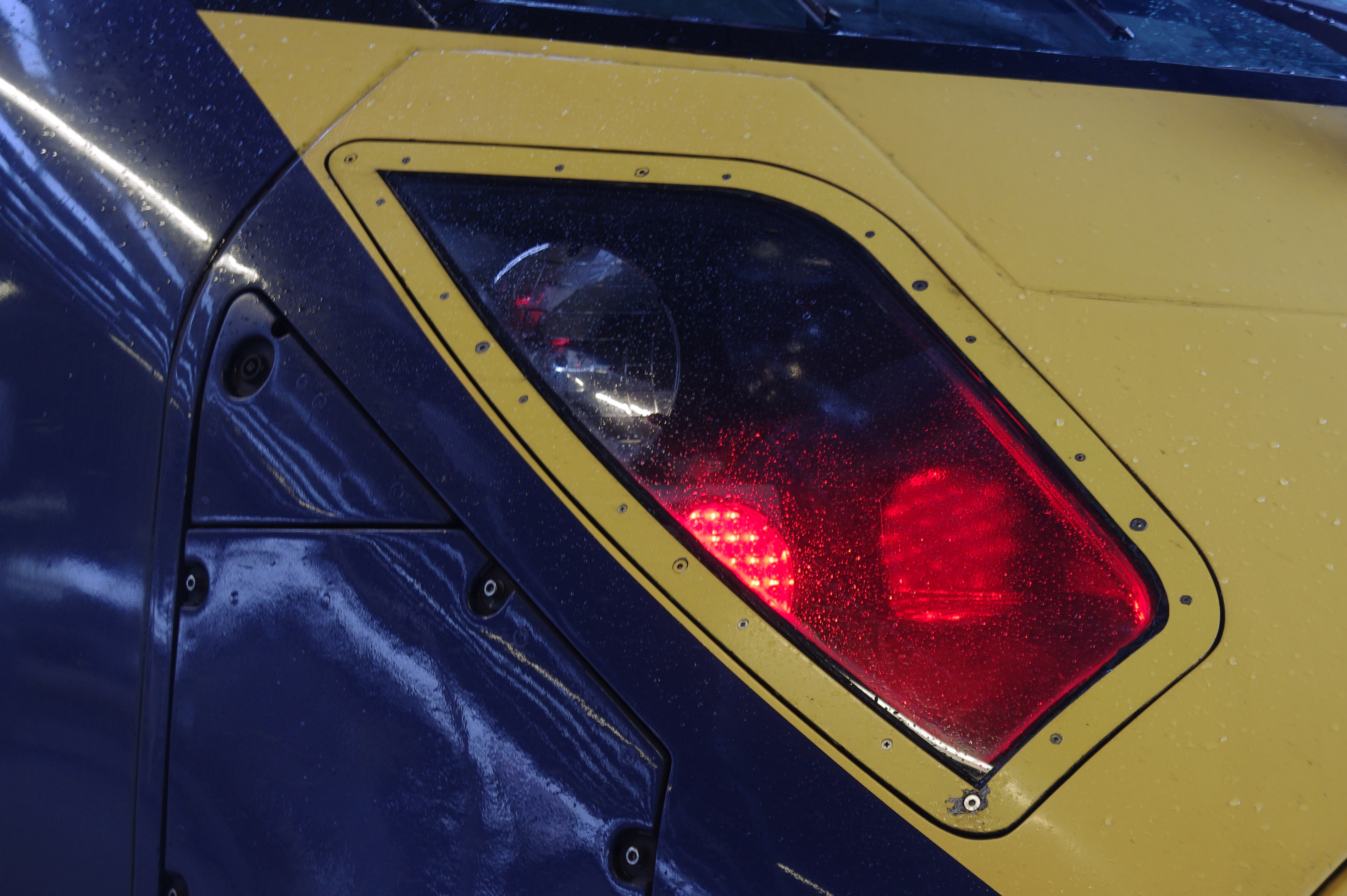
Scheinwerfer des Zuges
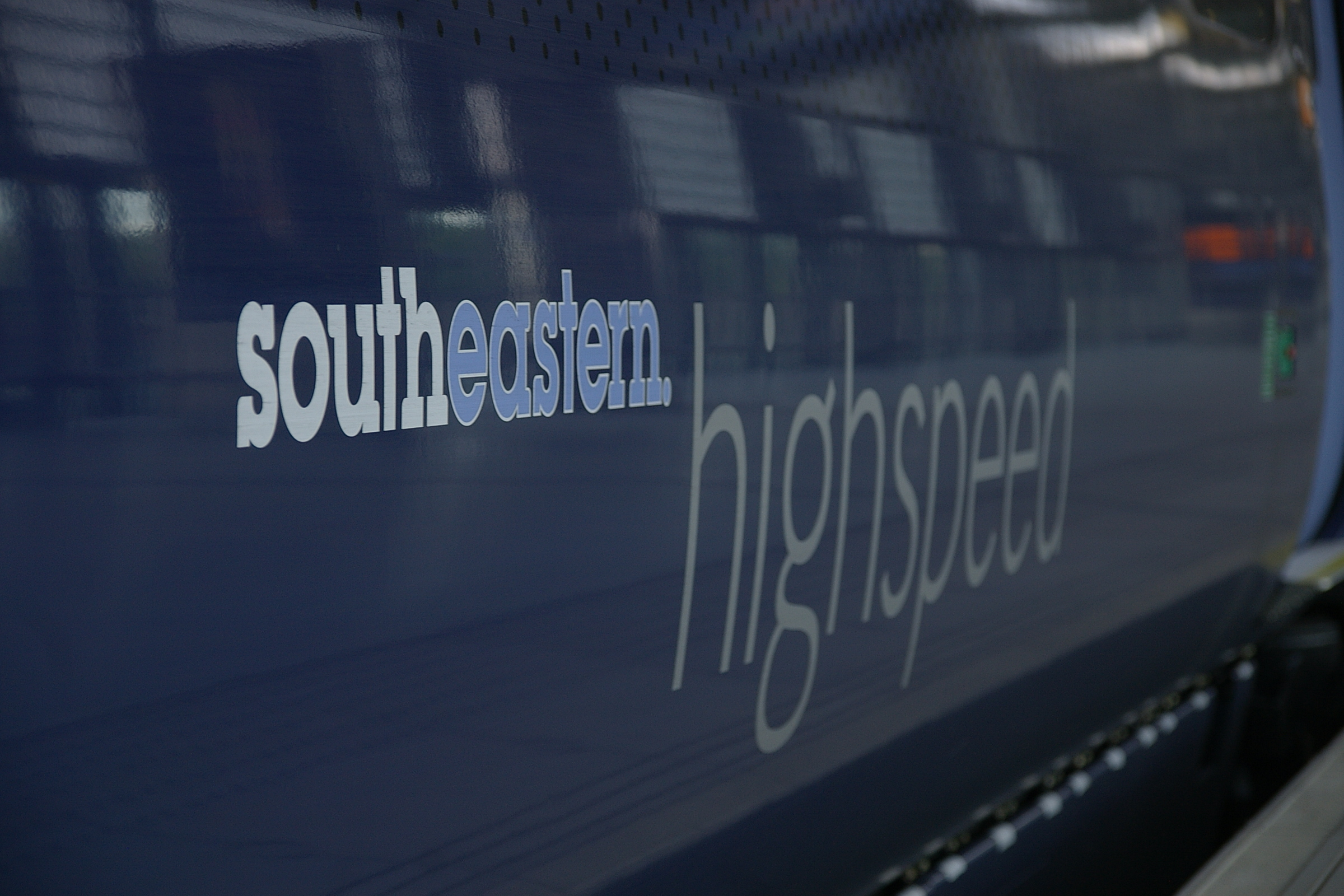
Schriftzug an der Seite des Fahrzeugs